# Cuộc chiến kim tiền
Cuộc chiến kim tiền (tiếng Hàn: 쩐의 전쟁; Romaja: Jjeonui Jeonjaeng là một bộ phim truyền hình Hàn Quốc 2007 dựa trên manhwa cùng tên của Park In-kwo với sự tham gia của diễn viên Park Shin-yang và Park Jin-hee, Phim chiếu trên SBS từ 16 tháng 5 đến 19 tháng 7 năm 2007 vào mỗi thứ 4&5 lúc 21:55 gồm 20 tập.

## Phân vai

### Nhân vật chính
- Park Shin-yang vai Geum Na-ra
- Park Jin-hee vai Seo Joo-hee
- Shin Dong-wook vai Ha Woo-sung
- Kim Jung-hwa vai Lee Cha-yeon

### Nhân vật phụ
- Shin Goo vai Dokgo Chul
- Lee Won-jong vai Ma Dong-po
- Lee Young-eun vai Geum Eun-ji
- Jung Jae-soon vai Lee Kyung-ja
- Nam Il-woo vai Geum Sang-soo
- Park In-hwan vai Seo In-chul
- Jung Soo-young vai Kim Hyun-jung
- Jang Dong-jik vai Kang In-hyuk
- Yeo Woon-kay vai Madam Bong
- Kim Roi-ha vai Kim Dong-goo
- Kim Hyung-bum vai Jo Chul-soo
- Lee Jae-yong vai Oh Jae-bong
- Choi Sung-ho vai Lee Young-suk
- Kim Kwang-sik vai Soo-pyo
- Kim Hee-jung vai vợ của Dong po
- Min Ji-young vai Eun-joo
- Lee Byung-joon vai Kim Min-goo
- Im Sung-eun as swindler

## Giải thưởng và đề cử
| Năm  | Giải                      | Thể loại                                | Người nhận     | Kết quả   |
| ---- | ------------------------- | --------------------------------------- | -------------- | --------- |
| 2007 | SBS Drama Awards          | Daesang (Grand Prize)                   | Park Shin-yang | Đoạt giải |
| 2007 | SBS Drama Awards          | Top Excellence Award, Actress           | Park Jin-hee   | Đoạt giải |
| 2007 | SBS Drama Awards          | Best Supporting Actor in a Miniseries   | Lee Won-jong   | Đoạt giải |
| 2007 | SBS Drama Awards          | Best Supporting Actress in a Miniseries | Kim Jung-hwa   | Đề cử     |
| 2007 | SBS Drama Awards          | New Star Award                          | Shin Dong-wook | Đoạt giải |
| 2007 | SBS Drama Awards          | New Star Award                          | Lee Young-eun  | Đoạt giải |
| 2007 | SBS Drama Awards          | Top 10 Stars                            | Park Shin-yang | Đoạt giải |
| 2007 | SBS Drama Awards          | Top 10 Stars                            | Park Jin-hee   | Đoạt giải |
| 2007 | SBS Drama Awards          | Netizen Popularity Award                | Park Shin-yang | Đoạt giải |
| 2007 | SBS Drama Awards          | Achievement Award                       | Shin Goo       | Đoạt giải |
| 2008 | 44th Baeksang Arts Awards | Best Drama                              | War of Money   | Đề cử     |
| 2008 | 44th Baeksang Arts Awards | Best Director (TV)                      | Jang Tae-yoo   | Đề cử     |
| 2008 | 44th Baeksang Arts Awards | Best Actor (TV)                         | Park Shin-yang | Đoạt giải |
| 2008 | 44th Baeksang Arts Awards | Best Actress (TV)                       | Park Jin-hee   | Đề cử     |